# Eordea bicolor
Eordea bicolor là một loài nhện trong họ Linyphiidae. Chúngđược Eugène Simon miêu tả năm 1899, và chỉ được tìm thấy ở Indonesia.